# 迪布里夫內 (切爾尼戈夫州)
51°46′10″N 31°36′40″E / 51.76944°N 31.61111°E
迪布里夫內是烏克蘭的村落，位於該國北部切爾尼戈夫州，由切爾尼希夫區負責管轄，面積5.56平方公里，海拔高度127米，2006年人口708，人口密度每平方公里125.4人。

## 外部連結
- Историческая информация о селе Дубровное （页面存档备份，存于） （俄文）
- Погода в селі Дібрівне（页面存档备份，存于）
- Сайт футбольного клубу "Колос" (Дібрівне)